# Bantar Jati
Bantar Jati is een bestuurslaag in het regentschap Bogor van de provincie West-Java, Indonesië. Bantar Jati telt 7747 inwoners (volkstelling 2010).